# Manaurie (ruisseau)
Pour les articles homonymes, voir Manaurie (homonymie).
Le Manaurie, ou ruisseau de Manaurie, est un ruisseau français du département de la Dordogne, affluent rive droite de la Vézère et sous-affluent de  la Dordogne.
On trouve également les appellations de « ruisseau de Forge Neuve » et de « ruisseau de la Forge Neuve » sur les cadastres respectifs des communes de Mauzens-et-Miremont et de Savignac-de-Miremont.

## Toponymie
En occitan, le cours d'eau porte le nom de Manàuria.

## Géographie

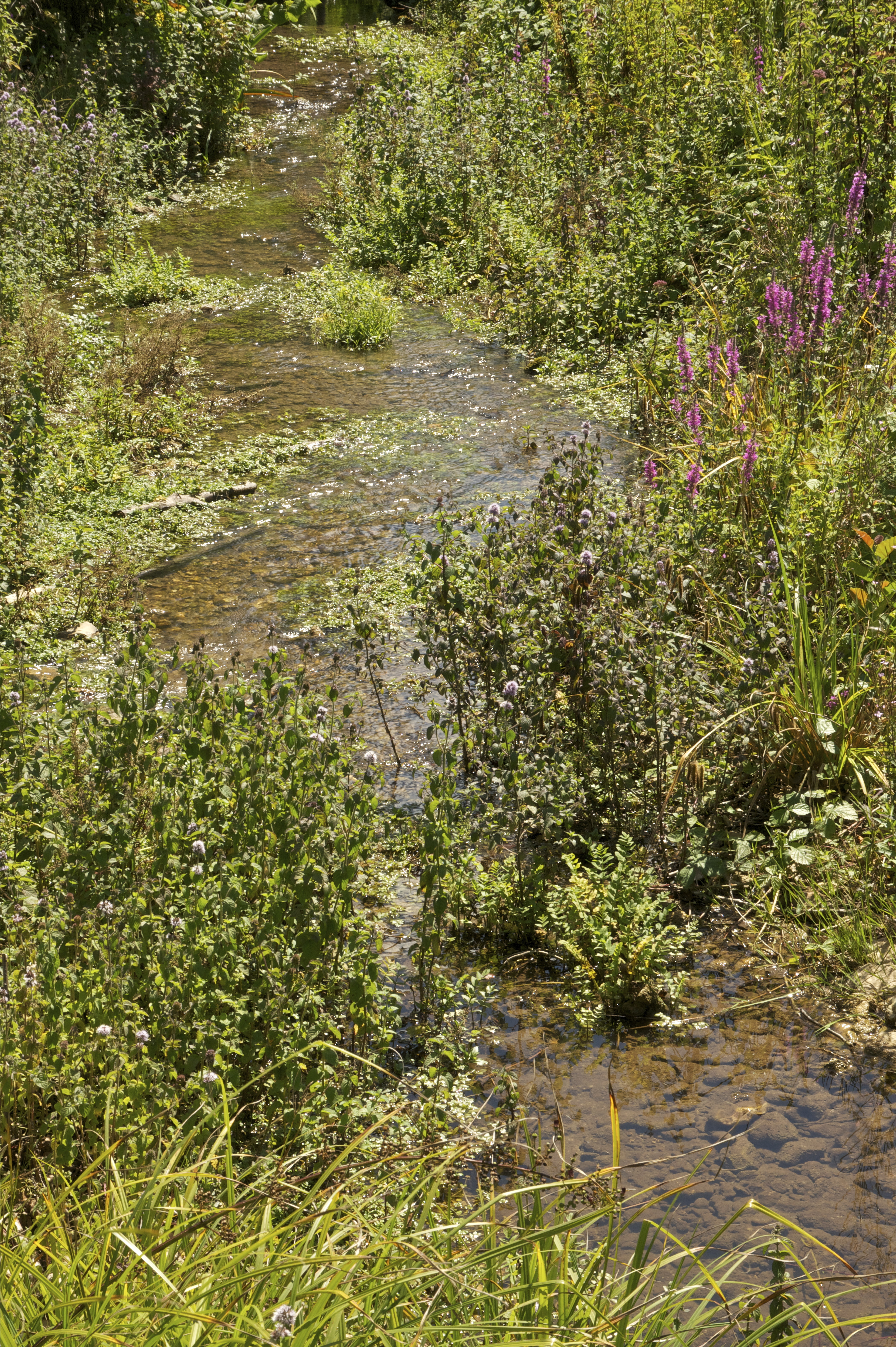
Le Manaurie au lieu-dit Moulin-Haut.

Le Manaurie prend sa source en Dordogne, vers 235 mètres d'altitude, sur la commune de Rouffignac-Saint-Cernin-de-Reilhac, au sud du lieu-dit le Cayre.
Il coule à l'est de Saint-Félix-de-Reillac-et-Mortemart dans la forêt Barade.
Il passe en contrebas et à l'est du village de Miremont puis au nord de celui de Manaurie.
Il se jette en rive droite de la Vézère, vers 60 mètres d'altitude, sur la commune des Eyzies-de-Tayac-Sireuil, à proximité du gisement de Laugerie-Haute.
En aval, sur les huit derniers kilomètres de son cours, sa vallée est un lieu de passage emprunté à la fois par le réseau départemental routier (RD 32E puis RD 47) et le réseau ferroviaire (ligne de Niversac à Agen).
Sa longueur est de 15,4 km pour un bassin versant de 92 km2.

### Affluents
Parmi les sept affluents du Manaurie répertoriés par le Sandre, les deux plus longs sont tous deux en rive gauche : le ruisseau de Lavaure avec 5 km, et le ruisseau de Navarre avec 6,3 km.

### Département et communes traversés
À l'intérieur du département de la Dordogne, le Manaurie arrose cinq communes,, soit d'amont vers l'aval :
- Rouffignac-Saint-Cernin-de-Reilhac (source)
- Mauzens-et-Miremont
- Savignac-de-Miremont
- Manaurie
- Les Eyzies-de-Tayac-Sireuil (confluent)

## Hydrologie

### Risque inondation
Un plan de prévention du risque inondation (PPRI) a été approuvé en 2000 pour la Vézère aux Eyzies-de-Tayac-Sireuil, ayant un impact sur ses rives ainsi que sur la partie aval du Manaurie sur ses 650 derniers mètres,.

## Monuments ou sites remarquables à proximité
- À Mauzens-et-Miremont :
  - les ruines du château de Miremont inscrites au titre des monuments historiques[11] ;
  - le gisement préhistorique de la Faurelie, classé au titre des monuments historiques[12].
- À Manaurie :
  - le château de Lortal ;
  - le manoir de Roucaudou des XVe et XVIe siècles, dont les toitures et façades sont inscrites au titre des monuments historiques[13].
- Aux Eyzies-de-Tayac-Sireuil, l'abri de Laugerie-Haute, témoignage du Paléolithique supérieur, classé au titre des monuments historiques[14] et inscrit au patrimoine mondial de l'UNESCO, en association avec d'autres sites et grottes ornées de la région sous le nom de « Sites préhistoriques et grottes ornées de la vallée de la Vézère ».